# ابن مقلة
ابن مقلة، وهو أبو علي محمد بن علي بن الحسين بن مقلة الشيرازي  عربي الأصل من بني شيبان قبيلة عدنانية (ولد عام 272 هـ \ 886 م في بغداد وتوفي بها 939 م \ 328هـ ) خطاط ووزير عباسي، وكاتب، وشاعر.
كان من أشهر خطاطي العصر العباسي واضع خط الثلث، هو المثال الأوّل الذي عُرف للخط المنسوب، وهو مبتكر النسبة الفاضلة واستعملها في الخط المنسوب. لكن لم يبق أي من أعماله الأصلية.

## عمله
عمل ابن مقلة للخلفاء العباسيين، وتولّى الوزارة للمقتدر بالله سنة 316 هـ ثم نقم عليه ونفاه إلى بلاد فارس عام 318هـ  ـ